# جيرد كوخ
جيرد كوخ (بالألمانية: Gerd Koch)‏ هو عالم إنسان ألماني، ولد في 7 نوفمبر 1922 في هانوفر في ألمانيا، وتوفي في 19 أبريل 2005.